# Rozedranec narůžovělý
Rozedranec narůžovělý (Antennarius rosaceus) je paprskoploutvá ryba z čeledi rozedrancovití (Antennariidae).
Druh byl popsán roku 1912 americkými ichtyology Hughem McCormickem Smithem a Lewisem Radcliffem.

## Popis a výskyt
Maximální délka této ryby je 5,8 cm.
Mají obvykle růžovofialovou barvu s tmavou skvrnou na zadní části hřbetní ploutve. Spodní část hlavy může být žlutohnědá a na břišní části a ploutvích lze najít červenohnědé až hnědé skvrny. Tělo je pokryto třásnitými výrůstky (bradavicemi).
Byla nalezena ve vodách Indo-Pacifiku, a to v Rudém moři, u Filipín, Indonésie, Marshallových ostrovů, Gilbertových ostrovů a Ostrova Lorda Howa. Obývají přílivové útesové plochy. Na korálových a skalnatých útesech se pohybují v hloubce 0-130 m, běžnější hloubka se pohybuje mezi 30 a 40 m.
Svou potravu láká na přívěsek zvaný ilicum, který je umístěn na čele.
Samice kladou pelagické jikry do velké vznášející se želatinové hmoty.
Využívá se jako akvarijní ryba.